# Lison (vin)
Pour les articles homonymes, voir Lison.
 (novembre 2019).
Si vous disposez d'ouvrages ou d'articles de référence ou si vous connaissez des sites web de qualité traitant du thème abordé ici, merci de compléter l'article en donnant les références utiles à sa vérifiabilité et en les liant à la section « Notes et références ».
Le lison est un vin d'appellation d'origine protégée (DOCG) dont la production est admise dans les provinces de Venise, Trévise et Pordenone,.

## Histoire
C'est grâce à l’arrivée des moines bénédictins au Xe siècle que la région connaît une culture du raisin. La vitiviniculture et l’agriculture de la région connurent également une période heureuse pendant la république de Venise. Au déclin de cette dernière, une autre phase importante en termes d’éclosion de la vitiviniculture fut marquée par la domination des Habsbourg. Dès la moitié du XIXe siècle, on assiste à une expansion de la culture de cépage à baie blanche Tocai. Dès 1971, afin de protéger le Tocai de la région est établie l’Appellation d’Origine Contrôlée « Tocai DOC ». En 1974, cette appellation fut unie à l’appellation « DOC Pramaggiore » formant l’appellation « DOC lison-Pramaggiore ». En 2000, le cahier des charges de cette dernière appellation fut modifié et au vin Tocai fut attribué le synonyme « Lison ». En 2007, le synonyme « Tai » fut ajouté au cépage Tocai et il est employé dans la région de Vénétie.
Ce vin obtient l’approbation de l’appellation d’origine protégée (DOCG) par décret ministériel le 22 décembre 2010 (Journal Officiel 4 – 7 janvier 2011).[source insuffisante]
La dernière modification au cahier des charges actuelles fut apportée par décret ministériel le 7 mars 2014 (publié sur le site officiel de Mipaaf Section de qualité et de sécurité - Vins DOP et IGP).

## Aire de production
L’aire de production de lison couvre les terroirs des communes suivantes.

### Province de Venise
- Annone Veneto
- Cinto Caomaggiore
- Gruaro
- Fossalta di Portogruaro
- Pramaggiore
- Teglio Veneto
- Caorle
- Concordia Sagittaria
- Portogruaro
- San Michele al Tagliamento
- San Stino di Livenza

### Province de Trévise
- Meduna di Livenza
- Motta di Livenza

### Province de Pordenone
- Chions
- Cordovado
- Pravisdomini
- Azzano Decimo
- Morsano al Tagliamento
- Sesto al Reghena

## Situation géographique

### Géologie
Les sols du terroir sont caractérisés par la présence d’une couche fine de carbonate de calcium à une profondeur qui oscille entre 30 et 70 cm, et par une couche plus superficielle, essentiellement argileuse. Les deux les couches sont d’origine alluviale. Les sols ainsi composés présentent une bonne capacité de réserve utile. Ils sont également caractérisés par la présence de haute teneur en éléments minéraux, en particulier en potassium, calcium et magnésium. En outre, ces sols sont caractérisés par une dotation équilibrée de matière organique.

### Climatologie
Le climat de l’aire est tempéré grâce à la proximité de la mer, à la présence d’aires lagunaires et à sa position de plaine, qui favorise l’exposition des vignobles aux vents de la région. Les vents de l’aire sont : la « Bora », qui arrive de l’Est et du Nord-Est, et le sirocco qui arrive du Sud-Est. La présence des vents est un facteur positif, car ceux-ci abaissent la température en favorisant les différences de température entre le jour et la nuit.

## Encépagement
Dans la production du lison, le cépage Tai (vitigno) (it) est utilisé principalement de 85 à 100 %. 
Toutefois, les cépages à baie blanche non aromatiques admis à la culture dans les provinces de Venise, de Trévise et de Pordenone peuvent être utilisés à condition de ne pas dépasser le seuil de 15 %.

## Culture de la vigne
Toutes les opérations de vinification doivent être effectuées dans l’aire définie par le décret, même si des exceptions peuvent se vérifier pour les autres communes.
Les vignobles doivent contenir au moins 3 000 pieds par hectare.
Toute pratique de forçage est interdite, tandis que l’irrigation secondaire est admise.
Les raisins aptes à produire le lison doivent être cultivés sur les terrains d'origine sédimentaire alluviale proches des terrains argileux et présentant également des concrétions calcaires. Ainsi, les vignobles situés sur les terrains sableux tourbeux, riches en matière organique, et les terrains humides ne sont pas appropriés pour la culture des cépages aptes à produire le lison.
Le rendement maximal de raisin par hectare ne peut pas être supérieur à 11 tonnes.
Le titre alcoométrique volumique naturel minimal de raisin doit être au moins de 11 % vol.
Le rendement maximal de raisin en vin ne doit pas être supérieur à 70 %. Au-delà de 75 %, le lot entier perd son droit à l’Appellation d’Origine Contrôlée.
Une période de vieillissement jusqu’au 1er mars de l’année suivant la vendange est nécessaire.

## Vinification
- Taux d'alcool minimum du vin : 12 % vol.
- Acidité totale minimale : 4,50 g/L
- Résidu sec minimum : 20 g/L.

## Dégustation
- Couleur : jaune paille plus ou moins intense, parfois avec les reflets verdâtres ;
- Odeur : caractéristique, agréable ;
- Saveur : sèche, veloutée avec une perception agréable de bois.

## Gastronomie
Le lison s’associe à la viande blanche, des plats de la cuisine marine tels que la barbue accompagnée de pommes de terre au four, maquereau et anguilles en sauce, la tartare de thon et les typiques « sardes in saor » ; les plats tels que les raviolis au beurre et à la sauge, les ravioli aux asperges, les petites pâtes fraîches avec les cèpes et le « Parmigiano Reggiano », le soufflé aux asperges, les « bigoli » en sauce, les « linguine » aux crevettes et courgettes, le « risotto alla sbirraglia », le risotto à la citrouille.

### Article annexe
- Vins italiens